# Jeremy Toljan
Jeremy Toljan (ur. 8 sierpnia 1994 w Stuttgarcie) – niemiecki piłkarz występujący na pozycji obrońcy. Srebrny medalista Letnich Igrzysk Olimpijskich 2016.
W latach 2012–2017 był zawodnikiem pierwszej drużyny klubu TSG 1899 Hoffenheim. W czasach juniorskich był zawodnikiem m.in. Stuttgarter Kickers i VfB Stuttgart.